# Symplektický vektorový prostor
Symplektický vektorový prostor je pojem z matematiky, přesněji z lineární algebry.
Symplektický vektorový prostor formalizuje některé vlastnosti Hamiltonovy mechaniky a je analogický prostorům se skalárním součinem.

## Definice
Dvojici {\displaystyle (V,\omega )} nazveme symplektický vektorový prostor, pokud {\displaystyle V} je vektorový prostor a {\displaystyle \omega } je bilineární antisymetrická nedegenerovaná forma.
Pokud {\displaystyle V} je konečné dimenze, je slovo nedegenerovanost jednoznačné. Pokud je {\displaystyle V} nekonečné dimenze, označuje v literatuře slovo nedegenerovanost převážně následující dva pojmy. Bilineární formu
{\displaystyle \omega :V\times V\to \mathbb {R} } nazveme nedegenerovanou, pokud {\displaystyle o:V\to V^{*}} definované předpisem {\displaystyle o(v)w:=\omega (v,w)} je izomorfizmus vektorových prostorů.
Druhé pojetí definuje {\displaystyle \omega } nedegenerovanou, pokud
{\displaystyle \omega (v,w)=0} pro každé {\displaystyle w\in V}, pak je {\displaystyle v=0}
(Většinou z hlediska aplikací rozdílnost těchto dvou pojmů není podstatná.)

## Tvrzení
Pokud je symplektický vektorový prostor konečné dimenze, potom dimenze V je sudá.

## Symplektická báze
Nechť {\displaystyle V} je konečné dimenze {\displaystyle 2n}.
Bázi {\displaystyle \{e_{i}\}_{i=1}^{2n}} prostoru {\displaystyle V} nazveme symplektickou, pokud {\displaystyle \omega (e_{i},e_{j})=1,} pokud {\displaystyle i=1,\ldots ,n} a {\displaystyle j=n+i};
{\displaystyle \omega (e_{i},e_{j})=-1}, pokud {\displaystyle i=n+1,\ldots ,2n} a {\displaystyle j=2n-i} a pro ostatní dvojice {\displaystyle e_{i},e_{j}} je {\displaystyle \omega (e_{i},e_{j})=0.}
(Někdy je znaménková konvence v literatuře opačná k té zvolené zde.)

## Lineární Darbouxova věta
Tato věta je paralelní k větě o setrvačnosti kvadratických forem a je speciální formou (důsledkem) Darbouxovy věty pro hladké variety.
Tvrzení: Pro každý symplektický vektorový prostor existuje jeho symplektická báze.

## Symplektická grupa
Grupou symetrie symplektického vektorové prostoru je tzv. symplektická grupa, která je označována {\displaystyle Sp(V,\omega ).} Přesněji definujeme {\displaystyle Sp(V,\omega ):=\{g\in Aut(V);\omega (gv,gw)=\omega (v,w)\forall v,w\in V\}.}
Tvrzení: Symplektická grupa je Lieova grupa, pokud {\displaystyle V} je reálný nebo komplexní vektorový prostor.

## Související pojmy
- Symplektická varieta
- Hamiltonova mechanika: Fázový prostor spolu s formou {\displaystyle dp_{i}dq^{i}} je symplektický vektorový prostor.